# Hill Country Village
Hill Country Village – miasto w Stanach Zjednoczonych, w stanie Teksas, w hrabstwie Bexar, całkowicie otoczone przez San Antonio.